# Сталінський Дмитро Віталійович
Дмитро Віталійович Сталінський (нар. 7 серпня 1952) — український вчений-металург, доктор технічних наук, професор, заслужений діяч науки і техніки України, Лауреат Державної премії України в галузі науки і техніки, генеральний директор Державного підприємства «Український науково-технічний центр металургійної промисловості „Енергосталь“» (з 2001).
Є головним редактором журналу «Екологія та промисловість».
Є автором більш як 550 публікацій, з них 7 монографій, зареєстрував 230 винаходів.

## Відзнаки
- Заслужений діяч науки і техніки України,
- Лауреат Державної премії України в галузі науки і техніки,
- Кавалер ордена «За заслуги» III ступеня,